# محمد کرد علی
محمد کرد علی (به عربی: محمد کرد علی) اسم کامل (به عربی: محمد بن عبد الرزاق بن محمد کرد علی). در سال ۱۲۹۳ه. ق مصادف با ۱۸۷۶م در دمشق سوريه متولد شد واصالت پدرش به سلیمانیه کردستان عراق بر میگردد  کرد علی اندیشمند سوری و از مردان ادبی، صلح‌طلب، حامی زبان عربی، اولین وزیر معارف و پرورش سوریه  پس از جدایی از عثمانی و رئیس نخستین فرهنگستان زبان عربی در دمشق از زمان تأسیس سال ۱۹۱۹م تا زمان وفاتش در ۱۹۵۳ میلادی بوده‌است. وی در تأسیس فرهنگستان زبان عربی در قاهره نیز مشارکت داشت.

## زندگی
«محمد بن عبدالرزاق بن محمد کردعلی» در سال ۱۲۹۳ ق/ ۱۸۷۶ م در دمشق متولد شد. خانواده وی اصالتاً از کردهای سلیمانیه عراق بودند. پس از فراگیری خواندن و نوشتن و قرآن کریم، به مدرسه رشیدیه رفت و در آن جا بود که زبان‌های ترکی و فرانسوی را فرا گرفت. وی کتب ادب، لغت، بلاغت، فقه، تاریخ، تفسیر و فلسفه را نزد عده‌ای از علماء اهل سنت دمشق آموخت. در این زمان به مطالعه کتاب‌های پیشینیان علاقه‌مند شد و پدرش نیز او را در این زمینه تشویق کرد و در گردآوری کتاب‌ها به او کمک کرد.

## نژاد
محمد کردعلی اصالتاً عرب نبود؛ پدرش کرد و مادرش چرکسی بود، اما از مدافعان سرسخت زبان و ادبیات عرب در قرن بیستم به شمار می‌رود.

## فعالیت ها و حوادث
در سال ۱۸۹۷ م تحریر مجله حکومتی هفتگی «الشام» را در سوریه به عهده گرفت که مدت سه سال ادامه یافت.
در سال ۱۳۱۹ ق/ ۱۹۰۱ م به قاهره مهاجرت کرد و در آن جا به مدت ده ماه تحریر مجله «الرائد» مصر را به عهده داشت. سپس از ترس بیماری طاعون که در مصر انتشار یافته بود، به دمشق بازگشت.
وی در سال ۱۳۲۶ ق/ ۱۹۰۸ م به دعوت شیخ علی یوسف صاحب، به نگارش در روزنامه «الظاهر» - که در آن روزگار، بزرگ‌ترین نشریه در عالم اسلام بود- مشغول شد.
او در دمشق مجله «المقتبس» را که پیش از آن در قاهره منتشر می‌شد، دوباره انتشار داد و از سوی مغرضین و اصحاب نفوذ مورد اتهام واقع شد و به همین دلیل، به صورت مخفیانه به فرانسه رفت.
وی مدتی را در فرانسه ماند و در این مدت با سیاسیون و متفکرین آنجا ملاقات نمود. او در مدت اقامتش در پاریس، ۳۵ مقاله نوشت که در کتابی با عنوان «غرائب الغرب» منتشر شد.
وی بین در سال ۱۹۱۹ م مجمع علمی عربی(به عربی: مجمع اللغة العربیة) در دمشق را تأسیس نمود و ریاست آن را تا زمان وفاتش (۱۳۷۲ ق/ ۱۹۵۳ م) به عهده داشت.

## اساتید
1. شیخ سلیم البخاری
2. شیخ محمد المبارک
3. شیخ طاهر الجزائری

## آثار و تالیفات
آثار وی بالغ بر ۲۲ عدد می‌باشد که عناوین تعدادی از آن‌ها عبارت است از:
۱- خطط الشام ۱۳۴۴ ق/ ۱۹۲۵ م؛
۲- الاسلام و الحضارة العربیة (در دو مجلد)، ۱۳۵۳ ق/ ۱۹۴۳ م؛
۳- تاریخ الحضارة (ترجمه از فرانسوی)؛
۴- غرائب الغرب (در دو مجلد)؛
۵- اقوالنا و افعالنا، ۱۹۴۶ م؛
۶- دمشق مدینة السحر و الشعر؛
۷- غابر الاندلس و حاضرها؛
۸- امراء البیان (در دو جزء)، ۱۹۳۷ م؛

## وفات
وی در تاریخ ۱۷ رجب سال ۱۳۷۲ (۱۹۵۳ میلادی) در دمشق دیده از جهان فرو بست و در جوار قبر معاویه خلیفه اموی دفن شد.